# Vámosújfalu, Borsod-Abaúj-Zemplén
Vámosújfalu este un sat în districtul Sárospatak, județul Borsod-Abaúj-Zemplén, Ungaria, având o populație de 844 de locuitori (2011). 

## Demografie
Componența etnică a satului Vámosújfalu
     Maghiari (90,34%)
     Ruteni (6,79%)
     Romi (1,57%)
     Necunoscut (0,65%)
     Slovaci (0,65%)
     Alții (0,65%)
Componența confesională a satului Vámosújfalu
     Reformați (33,89%)
     Romano-catolici (20,02%)
     Greco-catolici (15,28%)
     Fără religie (3,79%)
     Necunoscută (27,01%)
     Alte religii (0,71%)
Conform recensământului din 2011, satul Vámosújfalu avea 844 de locuitori. Din punct de vedere etnic, majoritatea locuitorilor (90,34%) erau maghiari, existând și minorități de ruteni (6,79%) și romi (1,57%). Apartenența etnică nu este cunoscută în cazul a 0,65% din locuitori. Nu există o religie majoritară, locuitorii fiind reformați (33,89%), romano-catolici (20,02%), greco-catolici (15,28%) și persoane fără religie (3,79%). Pentru 27,01% din locuitori nu este cunoscută apartenența confesională.